# NEWS ARENA TOUR 2018 EPCOTIA
『NEWS ARENA TOUR 2018 EPCOTIA』（ニュース アリーナ ツアー 2018 エプコティア）は、NEWSの11枚目のライブビデオ。2019年1月16日にジャニーズ・エンタテイメントから発売。

## 概要
2018年に行われた全国ツアーの内、ツアーファイナルとなった5月20日のさいたまスーパーアリーナ公演の模様を収録している。

## 封入特典

### 初回盤
- 3枚組
- プレミアムパッケージ仕様
- 28Pブックレット
- 特典映像『EPCOTIA MULTIPLE ANGLES LIVE』4曲収録

### 通常盤
- 2枚組
- 折ポスター封入

## 収録内容

### 本編映像

#### Disc 1
1. EPCOTIA SAFETY GUIDE
2. Overture
3. EPCOTIA
4. KINGDOM
5. TWINKLE STAR
6. 紅く燃ゆる太陽
7. LIVE ※4人体制初披露
8. ワープ中 -INTER-
9. LPS
10. NYARO
11. 恋する惑星
12. 銀座ラプソディ - 小山慶一郎
13. Sweet Martini
14. madoromi
15. ドッキング -INTER-
16. チャンカパーナ
17. JUMP AROUND
18. BLACKHOLE
19. Thunder - 増田貴久
20. 氷温 - 加藤シゲアキ
21. AVALON
22. IT'S YOU
23. 星に願いを
24. MC
25. プラトニック - 手越祐也

#### Disc 2
1. 異星人とのコンタクトについて -INTER-
2. UFO
3. EMMA
4. EROTICA
5. メガロマニア
6. Mashupメドレー
7. 宇宙遊泳 -INTER-
8. 4+FAN
9. D.T.F
10. weeeek
11. U R not alone
12. イノセンス
13. 帰り道 -INTER-
14. HAPPY ENDING
15. To Be Continued....

### 特典映像
※初回盤のみ

#### Disc 3
1. EPCOTIA MULTIPLE ANGLES LIVE
  1. LIVE
  2. BLACKHOLE
  3. EROTICA
  4. U R not alone